# Le Trésor de Vaghia
Le Trésor de Vaghia (en grec : Ο θησαυρός της Βαγίας) est le premier roman de l'écrivain grec Georges Sari, publié en 1969. Ce récit, en partie autobiographique, a été adapté en une série télévisée diffusée sur Ellinikí Radiofonía Tileórasi en 1984,.